# Forma transizionale
Una forma transizionale è, nell'ambito della tassonomia, una specie o un qualsiasi altro raggruppamento a qualunque livello della gerarchia sistematica che abbia caratteristiche tali da potersi inserire ad un livello evolutivo intermedio tra due altri taxa.
Dal punto di vista della filogenesi ogni individuo (ed, a maggior ragione, ogni specie ed ogni genere) è una forma transizionale che apporta il suo piccolo (ma originale ed unico) contributo alla diversità biologica e, dunque, all'evoluzione delle specie.

## Forme transizionali e teoria dell'evoluzione

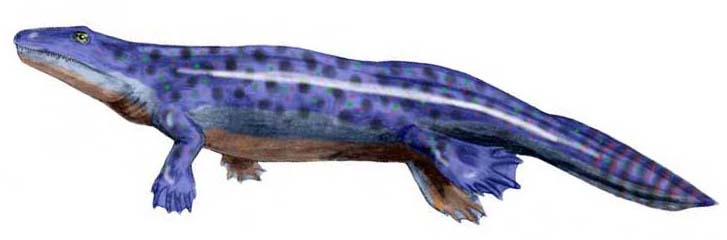
Ichthyostega

Il concetto di forma transizionale è una conseguenza della teoria evoluzionistica introdotta da Darwin, che ipotizzava una lenta e progressiva trasformazione degli esseri viventi.
Darwin ammetteva che, al suo tempo, non erano stati ancora scoperti fossili di queste "forme transizionali", che presentavano caratteristiche intermedie tra generi, famiglie o specie; tuttavia  in due capitoli del suo libro, L'origine delle specie, pubblicato nel 1859, cercò di spiegare questa apparente discontinuità rivelata dalla documentazione fossile del suo tempo, che lui attribuiva principalmente alla povertà e imperfezione della suddetta documentazione, perché solo una piccola parte dei continenti erano stati esplorati dal punto di vista geologico, perché solo alcuni organismi sono stati conservati allo stato fossile e, inoltre, le stesse formazioni geologiche sono discontinue, poiché l'accumulo dei depositi ricchi di specie fossili è avvenuto solo durante determinati periodi; egli inoltre riteneva la migrazione una delle principali cause della comparsa improvvisa di nuove specie in determinate formazioni geologiche ed anche che, nel corso dell'evoluzione, molti degli individui con caratteristiche intermedie erano stati circoscritti in località limitate, mentre le forme da questi derivate, avendo acquisito un maggiore vantaggio adattativo, si erano diffuse rapidamente, sostituendo i loro progenitori.
Le argomentazioni di Darwin sono valide ancora oggi, ma bisogna aggiungere che, da allora, il concetto d'albero evolutivo è cambiato ed è diventato molto più complesso, infatti, oggi si tende a paragonare l'andamento evolutivo ad un cespuglio piuttosto che ad un albero, in cui esistono svariate ramificazioni, con molti rami secondari che partono da quelli principali e così via, con diversi rami morti, tentativi falliti, evoluzioni parallele, convergenze evolutive, rami molto ravvicinati, ecc. Anche le analisi molecolari delle sequenze genomiche, introdotte da qualche anno, hanno dimostrato che gli alberi genealogici degli esseri viventi sono molto più complessi di quanto si credeva.
In questa prospettiva, ogni comunità, all'interno di un taxon, può essere una "forma transizionale", che non deve essere considerata una perfetta via di mezzo tra due gruppi tassonomici, ma rappresenta semplicemente un aspetto delle transizioni evolutive che si sono verificate, e che si osservano ancora oggi, lungo le linee di un cladogramma.

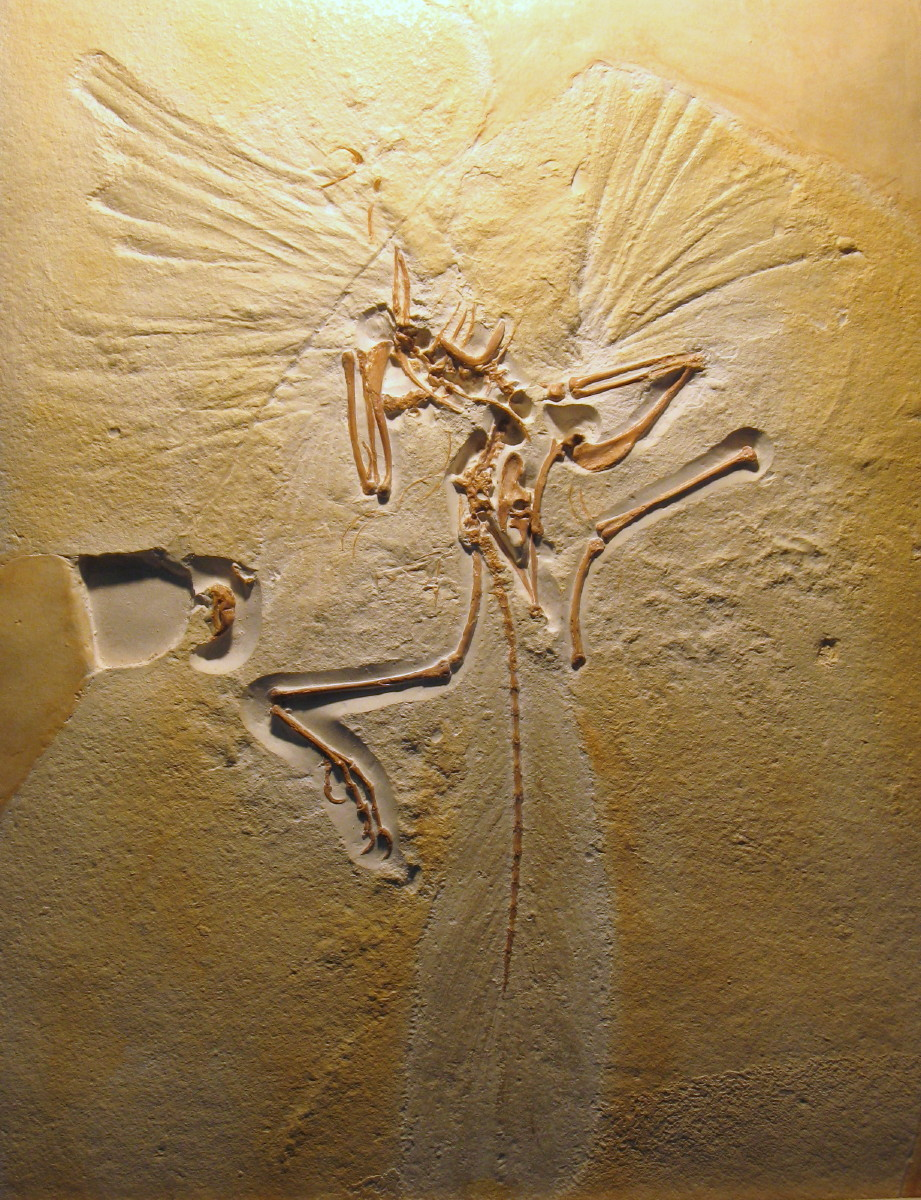
Archaeopteryx lithographica

## Esempi
Dai tempi di Darwin, in ogni caso, molti progressi sono stati fatti nel campo della paleontologia e la documentazione fossile si è arricchita di diverse forme di transizione.
Già nel 1861, due anni dopo la pubblicazione della prima edizione del libro di Darwin, fu scoperto il primo esemplare dell'Archaeopteryx,  una caratteristica forma di transizione tra dinosauri e uccelli. Da allora, molti altri organismi transizionali sono stati scoperti, sia all'interno dei maggiori generi e famiglie, sia rappresentanti di transizioni tra specie.
Numerose specie animali, conosciute solo tramite reperti fossili distribuiti nel tempo geologico, sono stati inseriti dal paleontologo Othniel Charles Marsh, nella sua famosa ricostruzione della linea evolutiva del cavallo, la moderna cladistica ha ulteriormente sviluppato il concetto di linea evolutiva nella forma di un albero multi-ramificato, con molte variazioni e diversi rami morti.
Altri casi, tra i fossili rinvenuti ad oggi, includono il cetaceo Ambulocetus, "la balena che cammina", il Tiktaalik recentemente scoperto , che potrebbe rappresentare una forma transizionale fra i pesci come Panderichthys, vissuto circa 385 milioni di anni fa, ed i primi tetrapodi come Acanthostega vissuti circa 365 milioni di anni fa.
Probabilmente la forma transizionale più nota, oltre al già citato Archaeopteryx è l'anfibio Ichthyostega, il cui apparato scheletrico mostra sia caratteri da pesce (pinne con raggi, probabile esistenza di un apparato branchiale opercolare e sistema della linea laterale) che da tetrapode terrestre (arti con dita, cranio slegato dal cinto pettorale, forma generale dello scheletro adatto alla vita subaerea).